# Rue Chaumontel (Schaerbeek)
Pour les articles homonymes, voir Rue Chaumontel.
La rue Chaumontel (en néerlandais : Chaumontelstraat) est une rue bruxelloise de la commune de Schaerbeek qui va du haut de l'avenue Zénobe Gramme au carrefour de la rue Walckiers et de la rue Stroobants en passant par la rue Charles Meert et la rue du Tilleul.
La numérotation des habitations va de 1A à 9 pour le côté impair et de 4 à 50 pour le côté pair.
Jusqu'en 1851, la rue s'appelait rue du Château. On trouve trace de la nouvelle appellation, rue Chaumontel, dès 1859.

## Adresse notable
- no 5 : Institut de la Sainte-Famille d'Helmet